# Jamui
Jamui là một thành phố và khu đô thị của quận Jamui thuộc bang Bihar, Ấn Độ.

## Địa lý
Jamui có vị trí 24°55′B 86°13′Đ / 24,92°B 86,22°Đ Nó có độ cao trung bình là 78 mét (255 feet).

## Nhân khẩu
Theo điều tra dân số năm 2001 của Ấn Độ, Jamui có dân số 66.752 người. Phái nam chiếm 53% tổng số dân và phái nữ chiếm 47%. Jamui có tỷ lệ 55% biết đọc biết viết, thấp hơn tỷ lệ trung bình toàn quốc là 59,5%: tỷ lệ cho phái nam là 65%, và tỷ lệ cho phái nữ là 44%. Tại Jamui, 17% dân số nhỏ hơn 6 tuổi.